# ピンダロス
ピンダロス（古希: Πίνδαρος, Pindaros, 英: Pindar, 紀元前522年/紀元前518年 - 紀元前442年/紀元前438年）は、古代ギリシアの詩人。古代オリンピックをはじめとする四大競技祭の祝勝歌が多い事で知られる。2004年のアテネオリンピックでは表彰メダルの表に彼の祝勝歌が公式に採用され彫りこまれている。

## 略伝
テーバイ近郊のキュノスケパライの生まれ。その家はギリシアの名門アイゲイダイ氏に属し、若くして作詩・音楽を学び、20歳の時にテッサリアの豪族の依頼をうけて勝利歌を作っている。シモニデスやバキュリデスを同時代のライバルとして持ち、アイギナ島の貴族やシチリアの独裁者テロン、さらにはアイスキュロスをはじめとして当時の文豪がつぎつぎと滞在していたヒエロンの宮廷に赴き、名声にまかせて各地の貴族のために作詩した。最大傑作といわれる「ピュティア勝利歌」第4歌と第5歌はキュレネの王のために作られている。オリュンピアやデルポイなどに旅行して競技祭典にも出席したが、最後にはアルゴスの地で愛する少年テオクセノスの手に抱かれ80歳の生涯を閉じた。

## 作風
ピンダロスは孤高の詩人で、豊かな詩才を誇り時勢に超然として生きた。「戦いは知らざる人には甘美なれど、知る人はその近づくをあまりにも怖れる」と歌った彼は、ペルシア戦争の際には愛国の歌を作ることなく中立を守り、その後のアテナイの発展や学問に関心を持たず、「いっさいを人間のために造りたもう神」への信仰を守り、ピュタゴラスの神秘主義に近い世界観に止まった。
その詩は古伝によると17巻あり、賛歌・ディテュランボス・舞踊歌などをふくんでいたが、現存するのは最初の4巻の競技勝利歌のみで、あとは断片として残っている。作品は神話の部分とピンダロス自身の世界観をあらわした部分が軸となる。複雑な韻律とドリス方言による荘重な表現が連続するところは、アイスキュロスやヘラクレイトスの言語と共通している。読者は断続する詩想について行くことが容易ではなく、これはピンダロスがエピゴーネンや後継者を持たなかった理由でもある。

## 関連文献
- 呉茂一編訳『増補　ギリシア抒情詩選』「ピューティア祝勝歌」（抄）（岩波文庫、1952年）
- 久保正彰訳「オリュムピア祝捷歌集（全）」、呉茂一・高津春繁訳者代表『世界名詩集大成1　古代・中世』（平凡社、1960年）
- 内田次信訳『ピンダロス／祝勝歌集・断片選』（京都大学学術出版会・西洋古典叢書、2001年）
- 安西真『ピンダロス研究　詩人と祝勝歌の話者』（北海道大学図書刊行会［北海道大学大学院文学研究科研究叢書１］、2002年）
- 小池登『ピンダロス祝勝歌研究』（知泉書館、2010年）